# Femme Fatale (voilier)
Pour les articles homonymes, voir Femme fatale (homonymie).
Le Femme Fatale est un voilier-école construit en 2002 chez le constructeur français Bénéteau. C'est un voilier de régate gréé en sloop bermudien. Il est affrété à l'association hongroise S.A.L.T. (Sail & Life Training). La Hongrie n'a plus de littoral maritime, mais en a eu tant qu'elle possédait la Croatie, depuis ses origines jusqu'en 1918, en tant que royaume indépendant ou bien dans le cadre de l'empire d'Autriche puis de l'Autriche-Hongrie ; elle a donc une longue tradition maritime, et le Danube, qui traverse sa capitale Budapest, permet aux navires de petit et moyen tonnage, d'accéder à la mer Noire.
Le numéro de voile de Femme Fatale est CRO 1277.

## Histoire
Femme Fatale est un voilier Beneteau First 47.7, modèle idéal de course-croisière et pour la formation à la voile.
Racheté par des passionnés en 2012, il est inscrit aux Tall Ships' Races en classe C et sera présent au départ de la Mediterranean Tall Ships Regatta de 2013 et à l'escale de Toulon Voiles de Légende.